# أكسل بندر مادسن
أكسل بندر مادسن (بالدنماركية: Aksel Bender Madsen)‏ هو مهندس معماري ومصمم دنماركي، ولد في 16 أغسطس 1916 في Ringe, Denmark ‏ في الدنمارك، وتوفي في 2000.